# Григорьевская (Кировская область)
 Григорьевская  — деревня в Афанасьевском районе Кировской области в составе Ичетовкинского сельского поселения.

## География
Расположена на расстоянии примерно 7 км на юго-запад от райцентра поселка  Афанасьево.

## История
Известна с 1926 года как починок Григорьевский, хозяйств 4 и жителей 21 (20 «пермяки»), в 1989 15 жителей .  

## Население
Постоянное население составляло 4 человека (русские 100%) в 2002 году, 2 в 2010.